# 冉均墓
冉均墓位於重慶市江津区津福鄉。冉均是中共重庆地区早期领导人，三·三一惨案次日被处决。1987年1月23日列為重慶市第二批市級文物保護單位初定名單。1992年3月19日列為重慶市第二批市級文物保護單位。2000年9月7日列為第一批重慶市文物保護單位。